# ایلویتس
ایلویتس (به آلمانی: Ihlewitz) یک منطقهٔ مسکونی در آلمان است که در گرب‌اشتت واقع شده‌است. ایلویتس ۳۴۳ نفر جمعیت دارد.